# اتحاد معايير تبادل البيانات
اتحاد معايير تبادل البيانات هي منظمة غير هادفة للربح. تم إنشائها عام 1997 وتعمل من خلال فرق متعاونة ومنتجة تسعى لتطوير المعايير والاختراعات العالمية لتسهيل البحوث الطبية، كما تضمن وجود تواصل بالرعاية الطبية. مهمة الاتحاد تكمن في تطوير ودعم معايير البيانات العالمية لتطوير البحوث الطبية أو أي مجال ذو صلة بالرعاية الصحية. وتتمثل رؤية الاتحاد في رعاية المرضي، وضمان سلامتهم من خلال البحوث الطبية ذات الجودة العالية. يدعم الاتحاد الأبحاث الطبية من أي نوع عن طريق التحليل واعداد التقارير عن النتائج. وتم التوصل إلى أن الاتحاد يقلل من الموارد المطلوبة للأبحاث بنسبة 60% في المجمل، ومن 70 لـ 90 % في بداية البحث.
ولا يتم تنسيق العملية عن طريق الاتحاد فقط ولكن تتم أيضاً عن طريق معيار المستوى السابع الصحي لتكون على نفس معيار المنظمة الدولية للمعايير بما يجعل كل المعايير متسقة معاً على نفس الشاكلة عن طريق نموذج بريدج وهو المعيار العام الدولى والمعتمد.